# Ilha Lavan

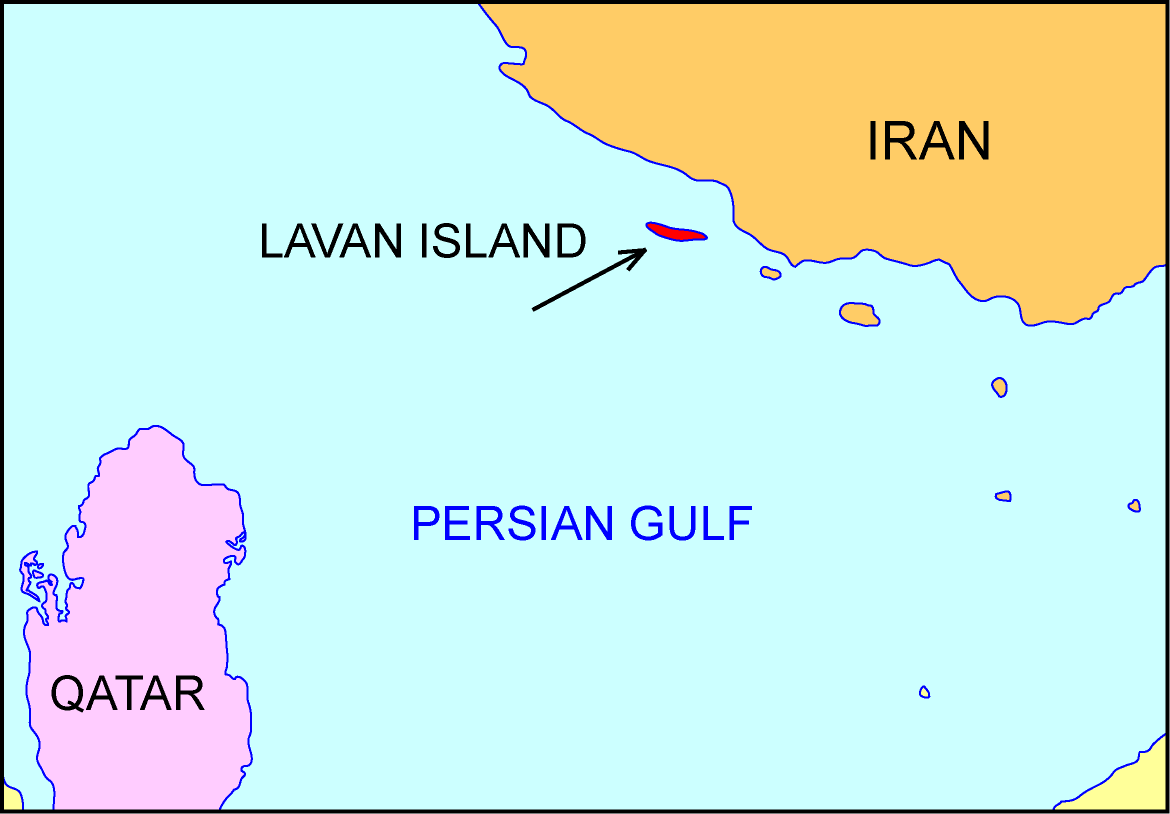
Localização da Ilha Lavan

A Ilha Lavan  (em persa: جزیره لاوان, Jazireh-ye Lavan) é uma ilha do Irão, no Golfo Pérsico. Tem cerca de 76 km² de área. Na ilha situa-se um dos quatro maiores terminais de exportação de crude do Irão (o maior na Ilha Kharg).